# 小渕正義
小渕 正義（小淵 正義、こぶち まさよし、1924年12月2日 - 2009年10月20日）は、日本の政治家。民社党衆議院議員（4期）。

## 経歴
長崎県長崎市出身。1942年三菱工業青年学校卒。三菱重工業長崎造船所で働く。同所の労組委員長になり、長崎県同盟会長、県地方労働委員会委員、同年金福祉協会理事長を経て、1979年の第35回衆議院議員総選挙で長崎1区から民社党公認で立候補して初当選。連続4期務めた。党内では長崎県連委員長や中央委員などを務めた。1990年の第39回衆議院議員総選挙には立候補しなかった（後継者は高木義明）。
1995年勲二等瑞宝章受章。
2009年10月20日、死去。84歳没。死没日付をもって正四位に叙された。